# أدوبي صانع الإطار
أدوبي صانع الإطار هو معالج لكلمات مصمم لكتابة وتحرير المستندات الكبيرة أو المعقدة وأيضاً المستندات المنظمة وقد تم تطويره في الأصل من قبل شركة تكنولوجيا الإطار التي اشترتها أدوبي.

## نظره عامه
أصبح صانع الإطار منتج لشركة أدوبي في عام 1995 عندما اشترت أدوبي شركة Frame Technology Corp  وأضافت أدوبي دعم SGML الذي تحول في نهاية المطاف إلى دعم XML وفي أبريل 2004 توقفة أدوبي عن دعم فريم مكير لماكنتوش.
كانت هناك شائعات في عام 2001 حول ظهور تطوير لصانع الإطار ودعم للمنتج ولكن نفت أدوبي هذه الشائعات في عام 2001  وأصدرت لاحقاً في نهاية يوليو 2007 صانع الإطار 8 وفي 2009 صانع الإطار 9، في 2011 صانع الإطار 10، في 2012 صانع الإطار 11، في 2014 صانع الإطار 12، وإصدار (أصدار 2015) صانع الإطار في يونيو 2015، وقد أصدر صانع الإطار 2017 في يناير 2017 وصانع الإطار 2019 في أغسطس 2018.
لدى صانع الإطار طرقتين في التعامل مع المستندات وهما: بطريقة منظم أو غير منظم.
- ويستخدم صانع الإطار لتحقيق تناسق لمستندات الموجودة في الصناعات مثل صناعة الطيران حيث توجد هناك عدة نماذج من نفس المنتج أو أيضاً في صناعة المستحضرات الصيدلانية حيث تعتبر الترجمة والتوحيد القياسي متتطلبات هامة في نقل المعلومات حول المنتجات ويستخدم صانع الإطار المنظم مفاهيم SGML لغة ترميز القياس العام وXML كما يعمل مؤلفEDD (Element Definition Document) مع (مستند تعريف العنصر) وهو (Document Type Definition) DTD الخاص بـصانع الإطار (تعريف نوع المستند).يحدد EDD بنية المستند حيث يتم تعيين الوحدات ذات المعنى كعناصر المتداخلة في بعضها بنائً على علاقاتها وحيث يعتمد تنسيق هذه العناصر على سياقاتها ويمكن إضافة السمات أو البيانات الوصفية إلى هذه العناصر واستخدامها لنشر مصدر واحد أو لتصفية العناصر أثناء عمليات الإخراج (مثل النشر للطباعة أو للعرض المستند الويب) ويمكن للمؤلف عرض الشروط والسياقات في بنية تشبه الشجرة مشتقة من القواعد (كما هو محدد بواسطة DTD) أو كما هو منسق في شكل النموذج النهائي.
- يستخدم صانع الإطار غير المنظم الفقرات ذات العلامات دون أي بنية منطقية مفروضة بستثناء تلك التي يعبر عنها مفهوم المؤلف وتنظيم الموضوع والتنسيق الذيتوفره علامات الفقراة.

عندما يقوم المستخدم بفتح ملف ذات خاصية التظيم داخل ملف دون خاصية التنظيم في صانع إلإطار سوف يفقد التنظيم الموجد في الملف..

## MIF
MIF(Maker Interchange Format) هي عبارة عن لغة ترميز تعمل كمرافق لصانع الإطار والغرض من MIF هو تمثيل مستندات صانع الإطار في تنسيق بسيط نسبياً يستند إلى ASCII الذي يمكن إنتاجه أو فهمه بواسطة أنظمة البرامج الأخرى أو عن طريق البشر ويمكنه أيضاً تمثيل أي مستند يمكن إنشاءه بشكل تفاعلي في صانع الإطار يمكنه أيضاً أن يتمثل بصورة كامله وشامله في MIF (و لكن العكس ليس صحيحًا: تتوفر بعض مميزات صانع الإطار فقط من خلال MIF) ويمكن لجميع إصدارات صانع الإطار تصدير المستندات في MIF أيضاً يمكنها قراءة مستندات MIF بما في ذلك المستندات التي تم إنشاؤها بواسطة إصدار سابق أو بواسطة يرنامج أخر.

## التاريخ
أثناء عمله على درجة الماجستير في الفيزياء الفلكية في جامعة كولومبيا قرر تشارلز «نيك» كورفيلد عالم الرياضيات الخريج من جامعة كامبريدج كتابة معالج الكلمات WYSIWYG على محطة عمل صن 2 وقد حصل على الفكرة من زميله في الكلية بن ميري في كولومبيا الذي ذهب للعمل في صن ميكروسيستمز كمستشار تقني وكاتب كما رأى أن هناك فرصة سانحة لمنتج القوي والمرن (desktop publishing) نشر مكتبي (DTP) للسوق الاحترافي.
وقد كان المنتج الوحيد الإساسي لصانع الإطار في ذلك الوقت هو Interleaf الذي تم تشغيله أيضاً على محطات عمل صن في عام 1981. وقد رأى ميري فرصة للمنتج للتنافس مع Interleaf وقد عين كورفيلد لبرمجته وساعده في الحصول على الأجهزة والبرمجيات والوصلات التقانية الازمه ووضعها في مسكن جامعة كولومبيا (حيث كان كورفيلد لا يزال ينهي شهادته).
برمج كورفيلد خوارزمياته بسرعة كبير وبعد بعضة أشهر فقط أكمل كورفيلد نمودجًا أوليا وظيفياً لصانع الإطار وقد حز هذا النموذج على الأولي على أنظار الباعة الموجدين في شركة صن ميكروسيستمز الحديثه والتي تفتقر إلى التطبيقات التجارية لعرض القدرات الرسومية لمحطات العمل الخاصة بهم ولقد حصلو على إذن من كورفيلد لاستخدام النموذج الأولي كعرض توضيحي لبرامج التجربيية لأجهزة الكمبيوتر الخاصة بهم وبالتالي تلقى صانع الإطار البدائي الكثير من الكشف والعمل في ورشة عمل بونكس.
شاهد ستيف كيرش العرض التوضيحي وإدرك إمكانيات المنتج العاليه وسرعان ما أستخدم كيرش الأموال التي حصل عليها من أنظمة الماوس لتمويل الشركة الناشئة التي هي شركة تكنولوجيا الإطار لتسويق البرنامج.
و قد أختار كورفيلد مقاضاة ميري للإفراج عن حقوق البرنامج حتى يتمكنو بسهولة أكبر من الحصول على رأس مال استثماري إضافي مع كيرش ولم يكن لدى ميري سوى القليل من الوسائل لمقاضاة الدعوى القضائية التي قد تستمر إلى وقت طويل وتكلف تكاليف باهظة ضد كورفيلد وشركائه التجاريين الجدد ولكن في النهاية قرر ميري التخلي عن حقوقه في صانع الإطار والمضى قدماً.
وقد تم كتابة صن أو إس (والتي هي أحد أنواع يونكس) على أجهزة صن وقد كان صانع الإطار إداة كتابة تقنية شائعة وكانت الشركة الحديثه تدخل ارباح ً في بدايتها نظراً إلى ازدهار سوق النشر المكتبي على إبل ماكنتوش وقد تم نقل البرنامج إلى جهاز ماك باعتباره منصته الثانية.
في أول التسعينيات قامت موجة من بائعي محطات عمل أبولو للكمبيوتر-يونكس وديتا جنريل، أمبيس تكنولوجي وموتورلا وسوني - بتوفير التمويل لـشركة تكنولوجيا الإطار للحصول على إصدار من صانع المعدات أصلية لمنصاتهم.
عندما كان صانع الإطار في ذروة نجاحه كان يعمل على أكثر من ثلاثة عشر منصات من يونيكس وتشمل أيضاً نيكست لكمبيوترات، نيكست ستيب، نظام ديل إلإصدار4 V من يونكس وأنظمة التشغيل آي بي إم وآي بي إم إيه آي إكس.
كانت صن ميكروسيستمز وإيه تي أند تي تروجان لمعاير OPEN LOOK وواجهة المستخم الرسومية للفوز على موفتا ولذلك تعاقدت صن مع صانع إلإطار لتنفيذ إصدار من صانع الإطار على نظام نيوز القائم على بوست سكريبت وقد تم إطلاق نظام نيوز من صانع الإطار بنجاح بنسبه إلى العملاء الذين يتبنون معايير OPEN LOOK.
و في هذه المرحلة كان صانع الإطار يُعتبر منتجاَ استثنائياَ في وقته مما مكن المؤلفين من إنتاج مستندات عالية التنظيم بسهولة نسبية وأعطاء المستخدمين أيضاً قدرًا كبيرًا من التحكم المطبعي بطريقة بديهية وبشكل معقول وتماماً على طريقة WYSIWYG حيث أنه يمكن أن تكون الوثائق الناتجة عالية الجودة المطبعية.
وقد نقلت شركة تكنولوجيا الإطار صانع اطار لاحقاً إلى مايكروسوفت ويندوز لكن فقدت الشركة أتجاهها بعد فترة وجيزة من إطلاقها وحتى هذه اللحظة كان صانع الإطار يستهدف سوقاً احترافيا ً للمنشورات عالية التقنية مثل كتيبات الصيانة لمشروع بوينغ 777 وقد قام بترخيصه بمقابل 2500دولار لكل نسخة لكن نسخة ويندوز إنزلت النطاق إلى 500 دولار مما أدى إلى تفكيك قاعدة العملاء الغير التابعة لنظام ويندوز.
كانت محاولة الشركة لبيع برامج النشر التقنية المتطورة إلى سوق النشر المكتبي(DTP) بمثابة كارثة حيث أن لأداة المصصمة كانت تحمل دليل مؤلف من 1000 صفحة كانت العملية مرهقة وغير عملية بحيث كانت صعبه على المستخدم العادي كتابة حرف من صفحة واحدة وعلى الرغم من وجود بعض المستخدمين المتحمسين في البداية لم يتم أطلق صانع الإطار في السوق الأكاديمي ابداً ويرجع ذلك لعدم رغبة الشركة في دمج وظائف مختلفة (مثل دعم التعليقات الختامية أو الحواشي الطويلة المقسمة عبر الصفحات) أو لتحسين محرر المعادلات.
تراجعات مبيعات الشركة وقد دفعت إلى حافة الإفلاس وبعد عدة محولات من أجل الحصول تسريح لعمال قد تم في نهاية المطاف تجريد الشركة من أساسها.
أستحوذت أدوبي سستيم على المنتج وأعادت التركيز إلى السوق الاحترافي وحتى اليوم لا يزال أدوبي صانع الإطار إداة نشر مستخدمة على نطاق واسع من قبل الكتاب التقنيين على الرغم من عدم إصدار أي إصدر لنظام التشغيل ماك أو إس مما يحد من استخدام المنتج وتسبب قرار إلغاء صانع الإطار في احتكاك كبير بين مستخدمي أدوبي وماك وبما في ذلك أبل نفسها أيضاً التي اعتمدت عليها لإنشاء الوثائق وفي أواخر عام 2008 كانت أدلة أبل لنظام تشغيل ماك أو إس إكس ليوبارد  وأيفون  لا تزال قيد التطوير على صانع اطار7 في الوضع الكلاسيكي وتحولت Apple منذ ذلك الحين إلى استخدام أدوبي إنديزان.
أصدرات صانع الإطار من 5.x إلى 7.2 (التي صدرات من منتصف عام 1995 إلى 2005) لم تحتوي لعلى تحديثات لأجزاء رئسيسية من برنامج (مثل واجهة المستخدم وتحرير الجدول وتحرير الرسوم التوضيحية)بدلاً من ذلك تم التركيز على إصلاح الأخطاء وتكامل مع الميزات الموجهة XML(التي كانت في السابق من إنتاج صانع الإطار ولغة الترميز القياسيه العامه المتميزه). لم يتميز صانع الإطار بمزيا متعدد حتى الإصدار 7.2 (إصداره لعام 2005).
قدم صانع الإطار8 الدعم لكل من يونيكود وأدوبي فلاش و3D الرسومات الحاسوبية ثلاثية الأبعاد وDITA هندسة داروين لطباعة المعلومات كان النظام المدعو الأساسي هو ويندوز (2000،XP، و vista) وسولتريسصن (8 و 9 و 10).
قد قدم صانع الإطار9 واجهة مستخدم معاد تصميمها وأضاف العديد من التحسينات منها: الدعم الكامل لـ DITA ودعم المزيد من أنواع الوسائط، وإخراج PDF وتكامل مع نظام إدارة المحتوىCMS وقد تم تم أسقاد الدعم النظام الأساسي لـ صن سولاريس وويندوز 2000 مما جعل ويندوز أكس بي وويندوز فيستا هما النظام الأساسي المتبقي الوحيد.
قام صانع الإطار 10 مرة أخرى بتحسن واجهة المستخدم وقدم العديد من التغييرات منها: التكامل مع أنظمة إدارة المحتوى مثل 6.5 مستندات EMC مع المتوفر في باقت الخدمة 1 وخدمة مايكروسوفت شير بوينت 2007 المتوفر في باقت الخدمة 2.

## البدائل والمنافسة
كان هناك العديد من المنافسين في سوق النشر التقني مثل أربورتكست و Interleaf وكوريل فنتورا كما يستخدم العديد من المستخدمين الأكاديميين الآن لاتخ  ويرجع هذا بسبب أن المحررين المعاصرين جعلو هذا النظام سهل الاستخدام بشكل متزايد كما ما تتيح ليكس إنشاء لاتخ أكس مع القليل من المعرفة بلاتخ أكس أو بدونها على أطلاق كما أن العديد من التنسيقات بما في ذلك دوس بوك XML وهم مؤلفو المستندات الفنية المستهدفة حول أجهزة وبرامج الكمبيوتر وأخيرً تشمل بدئل صانع الإطار للكتابة الفنية على أدوات كتابة مساعدة (هات)المساعدة في تإليف وتحرير XML .

## روابط خارجية
- صفحة Adobe FrameMaker الرسمية
- منشور مدونة حول صانع الإطار (إصدار 2019)
- أوصاف العنصر في صانع اطار 10 استخدام أوصاف العناصر لتقليل تكاليف تدريب الكتاب والجهود المبذولة.
- أكبر موقع ومجتمع مرجعي عبر الإنترنت لمستخدمي FrameUsers.com FrameMaker
- تاريخ صانع الإطار
- منتدى إدوبي صانع الإطار على الإنترنت